# Leptogenys bubastis
Leptogenys bubastis är en myrart som beskrevs av Bolton 1975. Leptogenys bubastis ingår i släktet Leptogenys och familjen myror. Inga underarter finns listade i Catalogue of Life.